# ایداه
ایداه (به هلندی: Eede) یک منطقهٔ مسکونی در هلند است که در اسلایس واقع شده‌است. ایداه ۸۴۵ نفر جمعیت دارد.